# Jean-Gilles Barbier
Jean-Gilles Barbier (Frankrijk, 19??) is een Franse acteur. Barbier is het meest bekend door zijn rol in Un long dimanche de fiançailles uit 2004. Hij debuteerde in 1989 met de film La Révolution française.

## Filmografie

### Films
Inclusief korte films
| Jaar | Titel                                           | Rol                     |
| ---- | ----------------------------------------------- | ----------------------- |
| 1989 | La Révolution française                         | Un homme                |
| 1991 | La note bleue                                   | La grande bête          |
| 1996 | 2 minutes 36 de bonheur                         | N/A                     |
| 1997 | Le temps d'une cigarette                        | N/A                     |
| 2004 | Un long dimanche de fiançailles                 | Le sergent              |
| 2007 | Pars vite et reviens tard                       | Favre                   |
| 2008 | Sans arme, ni haine, ni violence                | Le maigre               |
| 2008 | Mariage chez les Bodin's                        | L'ami de Chouquette     |
| 2008 | Jogging Category                                | Big Jim                 |
| 2009 | Banlieue 13: Ultimatum                          | Le commandant de police |
| 2009 | Le missionnaire                                 | André                   |
| 2009 | La loi de Murphy                                | Colosse                 |
| 2011 | R.I.F. (Recherches dans l'Intérêt des Familles) | Gendarme Terrail        |
| 2011 | 1, 2, 3, voleurs                                | N/A                     |
| 2012 | Les hommes à lunettes                           | N/A                     |
| 2014 | Peuple de Mylonesse, pleurons la Reine Naphus   | Le guerrier 1           |
| 2014 | On a failli être amies                          | Le militaire            |
| 2016 | Monsieur Chocolat                               | Joueur âgé              |
| 2017 | On s'est fait doubler!                          | L'agent stoique         |
| 2019 | Le retour de Richard 3 par le train de 9h24     | Richard 2               |
| 2019 | J'accuse                                        | Arbitre duel            |

### Series
| Jaar | Titel                   | Rol                        |
| ---- | ----------------------- | -------------------------- |
| 1997 | Jamais 2 sans toi       | Le sergent, Wilson, Marcos |
| 1998 | Les vacances de l'amour | Tony                       |
| 2001 | Les duettistes          | L'huissier                 |
| 2005 | Vérité oblige           | Max Dorn                   |
| 2006 | L'affaire Villemin      | Adjoint 1 Colonna          |
| 2007 | P.J.                    | Dappe, Patelin             |
| 2007 | Les prédateurs          | Jean-Louis Didier          |
| 2008 | Duval et Moretti        | Lamarc                     |

- Gemeinsame Normdatei: 1061569187
- Virtual International Authority File: 311635214